# Nigeria i olympiska sommarspelen 1952
Nigeria deltog med 9 deltagare vid de olympiska sommarspelen 1952 i Helsingfors. Ingen av landets deltagare erövrade någon medalj.